# Nørre Djurs Kommune
| Strukturdaten       | Strukturdaten     |
| ------------------- | ----------------- |
| Sitz der Verwaltung | Glesborg          |
| Fläche              | 236,67 km²        |
| Einwohner           | 7.690 (2003)      |
| Kommune seit 2007   | Norddjurs Kommune |

Nørre Djurs Kommune war bis Dezember 2006 eine dänische Kommune auf der Halbinsel Djursland im Osten Jütlands im damaligen Århus Amt. Seit Januar 2007 ist sie zusammen mit der Grenaa Kommune, der Rougsø Kommune und dem östlichen Teil der Sønderhald Kommune Teil der neugebildeten Norddjurs Kommune.
Nørre Djurs Kommune entstand im Zuge der Verwaltungsreform des Jahres 1970 und umfasste folgende Sogn:
- Ginnerup Sogn (Landgemeinde Ginnerup)
- Ørum Sogn (Landgemeinde Ørum)
- Fjellerup Sogn und Glesborg Sogn (Landgemeinde Fjellerup-Glesborg)
- Gjerrild Sogn und Hemmed Sogn (Landgemeinde Gjerrild-Hemmed)
- Rimsø Sogn und Kastbjerg Sogn (Landgemeinde Rimsø-Kastbjerg)
- Karlby Sogn und Voldby Sogn (Landgemeinde Karlby-Voldby)
- Veggerslev Sogn und Villersø Sogn (Landgemeinde Veggerslev-Villersø)